# Toxandrien
Toxandrien er en gammel betegnelse for et område i Nordbrabant. Området kaldes også Toxandria eller Taxandria. Det ligger mellem floderne Maas og Schelde i det belgisk-hollandske grænseområde. 

## De saliske franker
Efter Frankernes gentagne angreb på Romerriget overgav kejser Julian i året 358 Toxandrien til de Saliske franker. Denne folkegruppe er især kendt for den Saliske lov, der er blevet brugt som tronfølgelov i mange kongehuse. 
Som romernes forbundsfæller fik salierne jord i området. Til gengæld skulle de forsvare Romerrigets grænser. 

## Nedre Lotringen og Brabant
I året 959 blev Toxandrien den nordligste del af hertugdømmet Nedre Lothringen. Da dette hertugdømme gik i opløsning i året 1190, kom størstedelen af Toxandrien til hertugdømmet Brabant.